# ジェイムズ・ハミルトン (第4代アバコーン公爵)
第4代アバコーン公爵ジェイムズ・エドワード・ハミルトン（英: James Edward Hamilton, 4th Duke of Abercorn、1904年2月29日 - 1979年6月4日）は、イギリスの貴族、政治家。
ハミルトン侯爵ジェイムズ・ハミルトン（後の第3代アバコーン公爵）と、第4代ルーカン伯爵チャールズ・ビンガムの娘であるロザリン・ハミルトンの間に生まれる。イギリス王エドワード7世が名付け親となった。1905年から「ペイズリー卿（Lord Paisley）」の、父が襲爵した1913年から自身が襲爵する1953年までは「ハミルトン侯爵（Marquess of Hamilton）」の儀礼称号を称した。
イートン・カレッジで教育を受けた後、正規陸軍予備士官（Regular Army Reserve of Officers）の大尉に任官した。
1946年、ティロン県長官（High Sheriff of Tyrone）に任じられる。また1946年から1979年までティロン県の県議会議員に、1949年から1962年まで北アイルランド議会の元老院議員に選出された。1950年にティロン県統監（Lord Lieutenant of Tyrone）となり、終身でその職にあった。
1953年、襲爵。1963年にロイヤル・イニスキリング・フュージリアーズ連隊第5大隊（国防義勇軍）の名誉職の隊長に就任した。
1970年から死去する1979年まで、アルスター大学（当時の名称はNew University of Ulster。1984年にUlster Polytechnicと合併しUniversity of Ulsterとなる）の総長を務めていた。アルスター大学の紋章でサポーターとしてハミルトン家と同じくアンテロープが描かれているのは、初代総長であった彼を記念したものである。

## 家族
1928年2月9日に聖マーティン＝イン＝ザ＝フィールズ教会でレディ・キャスリーン・クリントンと結婚した。彼女はクリントン子爵ヘンリー・クリントン（第4代アーン伯爵ジョン・クリントンの長男で第5代アーン伯爵ジョン・クリントンの父）の娘であった。夫妻の間は以下の子供をもうけた。
- レディ・モイラ・キャスリーン・ハミルトン （1930年 - 2020年） - エリザベス2世の戴冠式にてMaid of honour[訳語疑問点]の一人を務めた[7][2]。
- 第5代アバコーン公爵ジェイムズ・ハミルトン （1934年 - ） - 1979年襲爵。庶民院議員、王室家政長官[訳語疑問点]（Lord Steward）。
- クロード・アンソニー・ハミルトン卿 （1939年 - ）